# Pontianak
Pontianak (indonésky Kota Pontianak) je město v západní části ostrova Borneo v Indonésii. Je správním centrem provincie Západní Kalimantan. Pontianak leží při rovníku, na deltě řeky Kapuas.

## Historie
Město bylo založeno roku 1771.

## Obyvatelstvo
Dle údajů z roku 2014 zde žije 573 751 obyvatel. Nejpočetnější jsou Číňané (33,2 %) a Malajců (29,15 %). Zbytek tvoří Indonésané.
Dle náboženství jsou obyvatelé rozděleni takto:
- islám - 63,4 %
- buddhismus - 20,2 %
- římskokatolická církev - 9,1 %
- protestantismus - 3,2 %
- konfucianismus - 1,3 %
- hinduismus - 0,1 %
- ostatní - <0,1 %

## Partnerská města
- Kuching, Malajsie
- São Tomé, Svatý Tomáš a Princův ostrov